# اشتاینروت
اشتاینروت (به آلمانی: Steineroth) یک شهر در آلمان است که در راینلاند-فالتس واقع شده‌است.

## خصوصیات
اشتاینروت ۶۸۸ نفر جمعیت دارد.